# اندرو الکساندر
اندرو الکساندر (انگلیسی: Andrew Alexander؛ زادهٔ ۱۹۸۲) بازیگر تئاتر، سینما و تلویزیون و خوانندۀ اهل انگلستان است.
او دانش‌آموختهٔ «دانشگاه کینگز لندن» و «آکادمی سلطنتی موسیقی» در لندن است.
از فیلم‌ها یا مجموعه‌های تلویزیونی که وی در آن‌ها نقش داشته است می‌توان به دانتون ابی اشاره نمود.